# Näversjötjärnen
Näversjötjärnen är en sjö i Vilhelmina kommun i Lappland och ingår i Ångermanälvens huvudavrinningsområde. Sjön har en area på 0,0759 kvadratkilometer och ligger 553,9 meter över havet.

## Delavrinningsområde
Näversjötjärnen ingår i det delavrinningsområde (717691-157513) som SMHI kallar för Ovan 717758-157188. Medelhöjden är 543 meter över havet och ytan är 15,58 kvadratkilometer. Det finns ett avrinningsområde uppströms, och räknas det in blir den ackumulerade arean 41,28 kvadratkilometer. Bäskån (Baksjöån) som avvattnar avrinningsområdet har biflödesordning 3, vilket innebär att vattnet flödar genom totalt 3 vattendrag innan det når havet efter 341 kilometer. Avrinningsområdet består mestadels av skog (58 procent) och sankmarker (31 procent). Avrinningsområdet har 0,32 kvadratkilometer vattenytor vilket ger det en sjöprocent på 2 procent.